# Schloss Thalheim

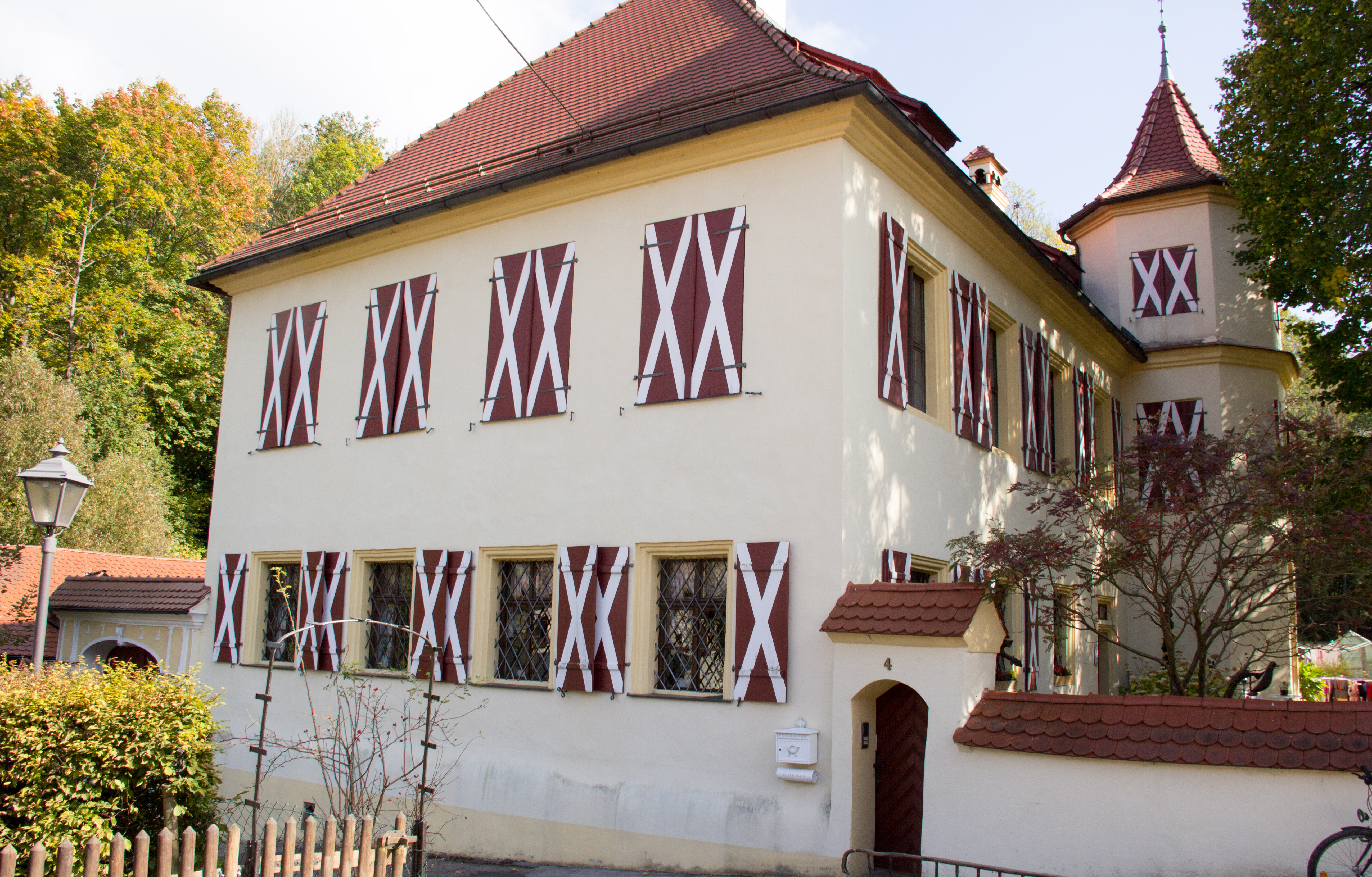
Schloss Thalheim

Schloss Thalheim ist ein Schloss in Thalheim in der Gemeinde Happurg im Landkreis Nürnberger Land.

## Geschichte
Das Schloss war der Herrensitz der Nürnberger Patrizierfamilie Holzschuher. Sie waren von 1621 bis 1909 im Besitz des Schlosses und des Hammerwerks in Thalheim. Das heutige Gebäude stammt von 1709 bis 1721, ursprünglich ist es aus dem 16. Jahrhundert.

## Baubeschreibung
Das Schloss ist in der Liste der Baudenkmäler in Happurg als Baudenkmal (D-5-74-128-58) folgendermaßen beschrieben:
Schloss:
- Zweigeschossiger Walmdachbau mit polygonalem Treppenturm, 1709–13 nach Plan von Johann Ulrich Mösel; mit Ausstattung
- Schlossmauer mit Portal, bezeichnet „1721“

Die daneben befindliche Schlosskirche dient heute als evangelisch-lutherische Filialkirche St. Peter und Paul. Die Kirche ist auch als Baudenkmal (D-5-74-128-57) ausgewiesen.